# Zdeněk Mittelbach
Zdeněk Mittelbach (* 14. srpna 1934 ve Svépravicích[zdroj⁠?!]) byl československý fotbalový levý obránce. Začínal v žactvu Sparty a přes Tatru Smíchov se roku 1961 dostal do Slavie. Za ni nastupoval v letech 1962 až 1964 k celkem 111 zápasům a zaznamenal v nich 14 vstřelených branek. Byl typem tvrdého, důrazného, vytrvalého a houževnatého obránce, který byl svědomitý při plnění svých svěřených taktických úkolů.